# Charoides pagana
Charoides pagana là một loài bọ cánh cứng trong họ Cerambycidae.